# Кулкер, Йоан
Йоан Кулкер (29 июля 1853; Тыргу-Жиу; Княжество Валахия — ? сентябрь 1928, Бухарест; Королевство Румыния) — румынский военный деятель, Дивизионный генерал.

## Биография
Родился Тыргу-Жиу. Его семья была из Трансильвании.
Закончил военное училище в звании подпоручика.
С 1877—1878 участвовал в войне за независимость Румынии где получил ранение и звание лейтенанта.
Во время осады Плевны был единственным выжившим офицером в румынской армии.
После войны уехал учится в Парижскую политехническую школу, после неё учился в военной школе в Фонтенбло.
В 1882 руководил строительством сети оборонительных укреплений Галац — Намолоаса — Яссы, и укрепления вокруг Бухареста.
За 31 год продвинулся в званиях: 1880 г. (капитан), 1887 г. (майор), 1891 г.(подполковник), 1895 г. (полковник), 1904 г. (бригадный генерал), 1911 г.(Дивизионный генерал).

### Во времяВторой Балканской войны
Королевство Румыния объявила войну Царству Болгарии (10.07.1913).
Армия Кулкера с численностью 80 000 человек перешли границу в Южная Добруджа и заняли линию Тутракан-Балчик.
10 августа был подписан Бухарестский мирный договор Румыния получила Тутракан и Балчик, а после договора Йоан Кулкер приказом Кароля I был назначен губернатором Южной Добруджи.

### В Первой мировой войне
Кулкер командовал 1-й армией.
Румынскому наступлению в Трансильвании противостояла 1-я армия Артура Арц фон Штрассенбурга.
Румынский Генеральный штаб определил 1-ю армию на защиту левого фланга румынской армии. Цель его армии заключалось в том, чтобы пересечь границу и направится в точку сбора (Марош)
8 сентября 39-й резервный корпус Германа фон Стаббса взял на себя ответственность за операции в южной Трансильвании.
11 сентября Кулкер был назначен командовать группой армии в которой были командиры Авереску.
Немецкая 187-я дивизия и 187-й полк прибыли в Хунедоара.
Прибытие немецких сил позволила Четверному союзу перейти в контр-удар против румынских сил в Трансильвании.
19 сентября была образована 9 армия под командованием Эриха фон Фалькенхайна, которая была предназначена для наступательной операции против 1-й румынской армии,
Армия фон Фалькенхайна включала 39-й резервный корпус, альпийский корпус и кавалерийский корпус Шметтова. Смысл плана был в том что бы уничтожить румынские части вокруг Сибиу.
В середине сентября Кулкер перевел штаб I армии в Тэлмачу.16 сентября генерал Попович перевел свой штаб в тот же город.
26 сентября началась атака на 9 армию немцев. В тот же день альпийский корпус занял перевал Красная Башня в нескольких точках, включая районы на южной стороне границы. Румыны, осознавали к тому моменту свое критическое положение и начали общее отступление на юго-восток.
23 октября началась битва в Джиу. Армия Кулкера была в меньшинстве. Таким образом он просил короля отступить. После такой просьбы он был незамедлительно отстранен от командования.
Умер в 75 лет в Бухаресте.